# 多儿乡
多儿乡，是中华人民共和国甘肃省甘南藏族自治州迭部县下辖的一个乡镇级行政单位。

## 行政区划
多儿乡下辖以下地区：
在力傲村、台力傲村、次古村、白古村和洋布村。